# Cafection
Cafection est une entreprise canadienne qui fabrique, conçoit et distribue des cafetières à infusion tasse par tasse. Cafection a annoncé en 2012 qu’elle sert plus de deux milliards de cafés annuellement.

## Historique
M. et Mme Baron ont fondé Cafection Inc. dans la ville de Québec en 1979. Après plusieurs dizaines d’années dans l’industrie du café, M. et Mme Baron décidèrent de créer leurs propres modèles de cafetières à infusion tasse par tasse et fondèrent Cafection en 1996. La compagnie fut vendue à leur fils François Baron en 2011.
En septembre 2013, Cafection compte 10 modèles de cafetières répartis en trois séries[Quand ?]. En 2012, Cafection aurait mis sur le marché les premières cafetières à écran tactile connectées à Internet.
Depuis juin 2017, Cafection est propriété à 67 % de N&W Global Vending S.p.A. et à 33 % de François Baron qui en demeure le p.d.g. N&W Global Vending S.p.A., basé à Valbrembo en Italie, appartient à Lone Star Funds depuis 2015.

## Description
Cafection distribue ses produits à quatre grands types d’industrie : la restauration, l’accueil et hôtellerie,  les bureaux ainsi que les épiceries et dépanneurs.
Google, Facebook, Aramark, Microsoft ainsi que la Fondation Bill et Melinda Gates comptent parmi les clients de l’entreprise.
Les cafetières conçues par Cafection produisent uniquement des déchets biodégradables.